# Zvezda Moskva
Zvezda (russisk: Звезда) er en professionel russisk ishockeyklub fra Moskva, der internationalt er kendt under navnet Zvezda Moskva, og som har hjemmebane i CSKA Arenas lille ishal. Klubben blev etableret i 2015 som farmerklub for CSKA Moskva, og siden da har klubben spillet i den næstbedste russiske ishockeyliga, VHL, hvor holdet som bedst nåede kvartfinalen i sæsonen 2019-20, der imidlertid blev afbrudt på grund af COVID-19-pandemien.
I klubbens første sæsoner havde Zvezda hjemmebane i Vitjaz Ispalads i Tjekhov. Siden 2021 har Zvezda haft hjemmebane i CSKA Arena, ligesom moderklubben CSKA.

## Historie
Tekst mangler, hjælp os med at skrive teksten

## Titler og medaljer

### Nationale turneringer
- Ingen

## Sæsoner

### VHL(2014-)
I 2010 blev VHL etableret som afløser for Højeste Liga på niveau 2 i russisk ishockey, og siden 2014 har HK Bars deltaget i ligaen.
| VHL     | VHL        | VHL       | VHL       | VHL       | VHL       | VHL       | VHL       | VHL       | VHL       | VHL                                              |
| Sæson   | Grundspil  | Grundspil | Grundspil | Grundspil | Grundspil | Grundspil | Grundspil | Grundspil | Grundspil | Slutspil                                         |
| Sæson   | Division   | Plac.     | K         | V         | Vo        | To        | T         | Målscore  | Point     | Slutspil                                         |
| ------- | ---------- | --------- | --------- | --------- | --------- | --------- | --------- | --------- | --------- | ------------------------------------------------ |
| 2015-16 | -          | 21/26     | 49        | 14        | 5         | 3         | 29        | 109-142   | 53        | Ikke kvalificeret                                |
| 2016-17 | -          | 14/26     | 50        | 18        | 9         | 7         | 16        | 126-121   | 79        | Ottendedelsfinalist (Saryarka Karaganda 1-4)     |
| 2017-18 | -          | 12/27     | 52        | 23        | 2         | 10        | 17        | 161-131   | 83        | Ottendedelsfinalist (Zauralje Kurgan 0-4)        |
| 2018-19 | -          | 6/29      | 56        | 32        | 4         | 6         | 14        | 159-108   | 78        | Kvartfinalist (Rubin Tjumen 2-4)                 |
| 2019-20 | Division A | 1/9       | 54        | 31        | 12        | 3         | 8         | 163-99    | 89        | Kvartfinalist                                    |
| 2020-21 | -          | 11/26     | 50        | 23        | 4         | 5         | 18        | 117-112   | 59        | Ottendedelsfinalist (Metallurg Novokuznetsk 1-4) |
| 2021-22 | -          | 18/27     | 52        | 21        | 2         | 4         | 25        | 116-133   | 50        | Ikke kvalificeret                                |
| 2022-23 | -          | 24/26     | 50        | 15        | 2         | 7         | 26        | 104-131   | 41        | Ikke kvalificeret                                |
| 2023-24 | -          | 14/29     | 56        | 22        | 7         | 9         | 18        | 153-151   | 67        | Ottendedelsfinalist (Zauralje Kurgan 3-4)        |

## Trænere
Tekst mangler, hjælp os med at skrive teksten